# ビターズ・エンド
ビターズ・エンド（英: Bitters End, Inc.）は、日本の映画配給・製作・宣伝等を行う会社。国内外の作品を扱う。設立は1994年。本社所在地は東京都渋谷区。

## 概要
1994年に定井勇二が設立。以後、ダルデンヌ兄弟、ジャ・ジャンクー、ポン・ジュノなど、各国で名匠として知られる映画監督の海外作品を配給。国内では山下敦弘、青山真治、諏訪敦彦、黒沢清、濱口竜介などの監督作品を製作・配給している。また、リバイバル上映などの企画も数多く手掛けている。

## 主な作品

### 国内映画
- 女優霊（1996年/制作協力・配給）
- 萌の朱雀（1997年/配給）
- 月光の囁き（1999年/配給）
- あんにょんキムチ（1999年/配給）
- 忘れられぬ人々（2001年/製作・配給）
- リアリズムの宿（2003年/製作・配給）
- 犬猫（2004年/製作・配給）
- リンダ リンダ リンダ（2005年/配給）
- サイドカーに犬（2007年/製作・配給）
- ぐるりのこと。（2008年/製作・配給）
- 苦役列車（2012年/製作）
- 共喰い（2013年/製作・配給）
- ダゲレオタイプの女（2016年/配給） - 日本・フランス・ベルギー合作
- 寝ても覚めても（2018年/製作・配給）
- スパイの妻（2020年/配給）
- ドライブ・マイ・カー（2021年/製作・配給）
- 正欲（2023年/配給）

### 海外映画
- 一瞬の夢（1997年）
- ロゼッタ（1999年）
- ノー・マンズ・ランド（2001年）
- ミレニアム・マンボ（2001年）
- 月曜日に乾杯!（2002年）
- 息子のまなざし（2003年）
- ある子供（2005年）
- 長江哀歌（2006年）
- そして、私たちは愛に帰る（2007年）
- 愛おしき隣人（2007年）
- 息もできない（2008年）
- ソウル・キッチン（2009年）
- 母なる証明（2009年）
- ハハハ（2010年）
- チョコレートドーナツ（2012年）
- 雪の轍（2014年）
- 不屈の男 アンブロークン（2014年）
- 自由が丘で（2014年）
- 山河ノスタルジア（2015年）
- 裸足の季節（2015年）
- マンチェスター・バイ・ザ・シー（2016年）
- パラサイト 半地下の家族（2019年）
- リコリス・ピザ（2021年）
- PERFECT DAYS（2023年） - 日本・ドイツ合作
- オッペンハイマー（2023年）
- ホールドオーバーズ 置いてけぼりのホリディ（2023年）
- HAPPYEND（2024年） - 日本・アメリカ合作
- ANORA アノーラ（2024年）
- オデュッセイア（2026年）